# Fragepartikel
Fragepartikeln sind unbeugbare Wörter oder Wortteile, die eine Frage einleiten, beenden oder innerhalb der Frage stehen, aber selbst kein Fragewort sind. Sehr häufig kennzeichnen sie Fragen, die mit Ja oder Nein zu beantworten sind. Im Deutschen gibt es sie nur in einigen Dialekten.
Beispiele für deutsche Dialekte:
- Kärntnerisch:  A wer kummtn heit?;  A du håst ka Geld? (Man beachte die fehlende Inversion bei Entscheidungsfragen. Die Partikel a ist slowenischen Ursprungs[1], siehe Liste unten).
- Oberösterreichisch: Wås tuast dånn gę, wånn i amål stiràb? (Was tust du dann, wenn ich einmal stürbe; aus mhd. gê, man beachte die Position der Partikel)

In der deutschen Umgangssprache wird manchmal "ob" als Fragepartikel eingesetzt:
- Ob du mir mal hilfst?: Hilfst du mir mal?

Beispiele in anderen Sprachen:
- Altgriechisch: Ἆρα εἶ Ἀρχίλοχος Ara ei Archilochos; (Bist du Archilochos?)
- Arabisch: هَل (hal)
- Biblisches Hebräisch: הַֽאֶפְרָתִ֥י אַ֖תָּה HaEphraimi atta? (Ri 12,5 BHS) (Bist du ein Ephraimit? Ri 12,5 ELB), sog. "He interrogativum".
- Esperanto:  Ĉu vi havas tempon? (Hast du Zeit?)
- Gotisch: Gaulaubjast? (Glaubt ihr?; zu Inf. glaubjan)
- Hochchinesisch: 你喜欢我吗? (Pinyin Nǐ xǐhuān wǒ ma?, Magst du mich?)
- Irisch:  An dtiocfaidh tú inniú? (Kommst du heute?)
- Japanisch: 何時ですか (Rōmaji Nan'ji desu ka?, Wie spät ist es?)
- Klingonisch: choyaj’a’? (Verstehst du mich?)
- Kroatisch: Hoćeš li danas doći? (Kommst Du heute?)
- Latein: Dicisne linguam latinam? (Sprichst du die lateinische Sprache?)
- Litauisch:  Ar esi ten buvęs? (Bist du dort gewesen?)
- Lojban: .i xu do se bangu la lojban (Sprichst du Lojban?)
- Polnisch:  Czy tam byłeś? (Bist du dort gewesen?)
- Russisch: ли (li) – Был ли ты когда-нибудь в Германии? (Byl li ty kogda-nibud' w Germanii?) (Bist du irgendwann in Deutschland gewesen?)
- Bulgarisch: ли (li)
- Serbisch: Da li ćeš danas doći? (Kommst Du heute?)
- Slowenisch:  A(li) boš prišel? (Kommst du?)
- Thai: ไปไหน? (Bpai mai?) (Kommst du?)
- Tschechisch (gehoben, veraltend):  Jestlipak jsi tam byl? (Bist du dort gewesen?)
- Türkisch: Orada mıydın? (Bist du dort gewesen?)

In manchen Sprachen ist die Verwendung von Fragepartikeln obligatorisch, z. B. im Türkischen, das also keine Intonationsfragen kennt und auch keine Inversion (Vertauschen von Subjekt und Prädikat zum Zwecke der Fragebildung).